# Blanche (Durance)
Die Blanche ist ein Fluss in Frankreich, der im Département Alpes-de-Haute-Provence in der Region Provence-Alpes-Côte d’Azur verläuft. Sie entspringt im Gemeindegebiet von Seyne, entwässert generell in nordwestlicher Richtung und mündet nach rund 30 Kilometern beim Weiler Chaussetive, im Gemeindegebiet von La Bréole als linker Nebenfluss in die Durance, die hier knapp unterhalb der Barrage de Serre-Ponçon nochmals aufgestaut ist um Wasser in einen Kraftwerkskanal der EDF abzuleiten.
In seinem Unterlauf bildet die Blanche größtenteils die Grenze zum benachbarten Département Hautes-Alpes.

## Orte am Fluss
- Ski-Station du Grand Puy, Gemeinde Seyne
- Seyne
- Selonnet
- Chaussetive, Gemeinde La Bréole